# Театр в Тавромении

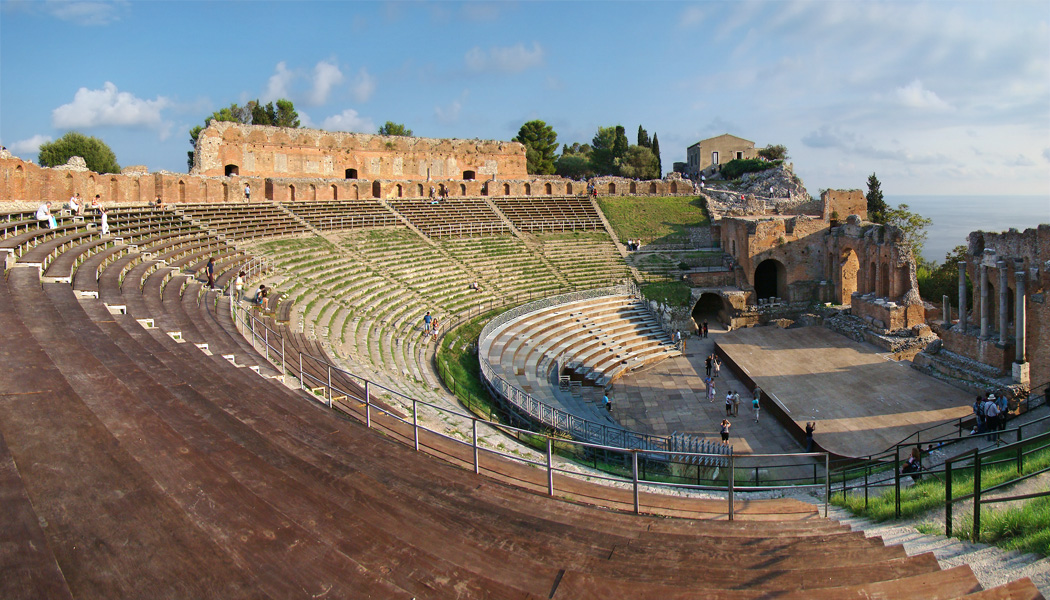

Так изобразил развалины театра французский художник Ашиль Этна Мишальон (1796—1822) — «Руины театра в Таормина (Сицилия)», Лувр, Париж

Театр в Тавромении — античное театральное здание в городе Тавромений (ныне — Таормина, Сицилия).

## История и особенности постройки
Театр был построен греками в III веке до н. э. При его строительстве пришлось выравнивать гору, переместив 100 тысяч кубических метров известнякового камня. Зрительские места обращены на юго-восток, в сторону моря. Кавея театра — 109 м в диаметре. Театр рассчитан на 10 000 зрителей. По некоторым оценкам он мог принять 30 000 зрителей и даже 80 000. По оценке Огюстена Каристи количество не превышало 7 000. 
В римскую эпоху (в I веке н. э.) здание было сильно перестроено и переоборудовано для зрелищ другого рода: на арене стали показывать кровавые гладиаторские бои. Хорошая акустика, некогда призванная придавать волшебное звучание голосам актеров-трагиков, теперь многократно усиливала крики побежденных и взволнованных зрителей.
Это второй по величине из античных театров Сицилии после театра в Сиракузах.

## Античный театр в современной Таормине
Театр восстанавливался в XIX веке. В восстановлении приняли участие русские архитекторы М. Е. Месмахер и В. А. Коссов (исполнили реставрационные планы и фасады).
В наши дни греко-римский театр является символом Таормины. Жители города активно пользуются тем, что создано предками: здесь проводятся культурные и художественные мероприятия, такие, как ежегодный Международный Фестиваль искусств «Taormina Arte».

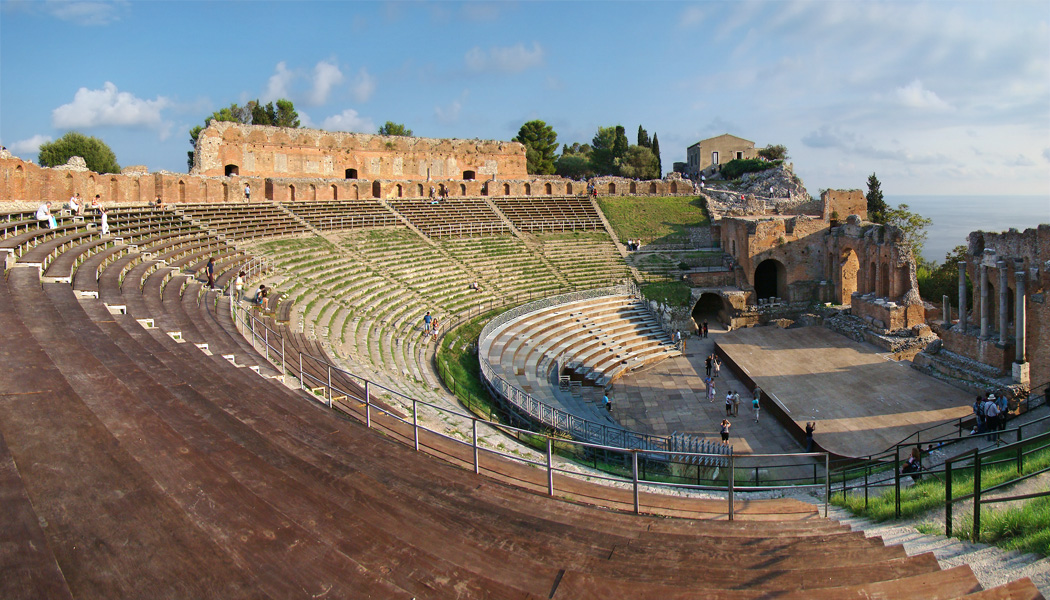
Панорама
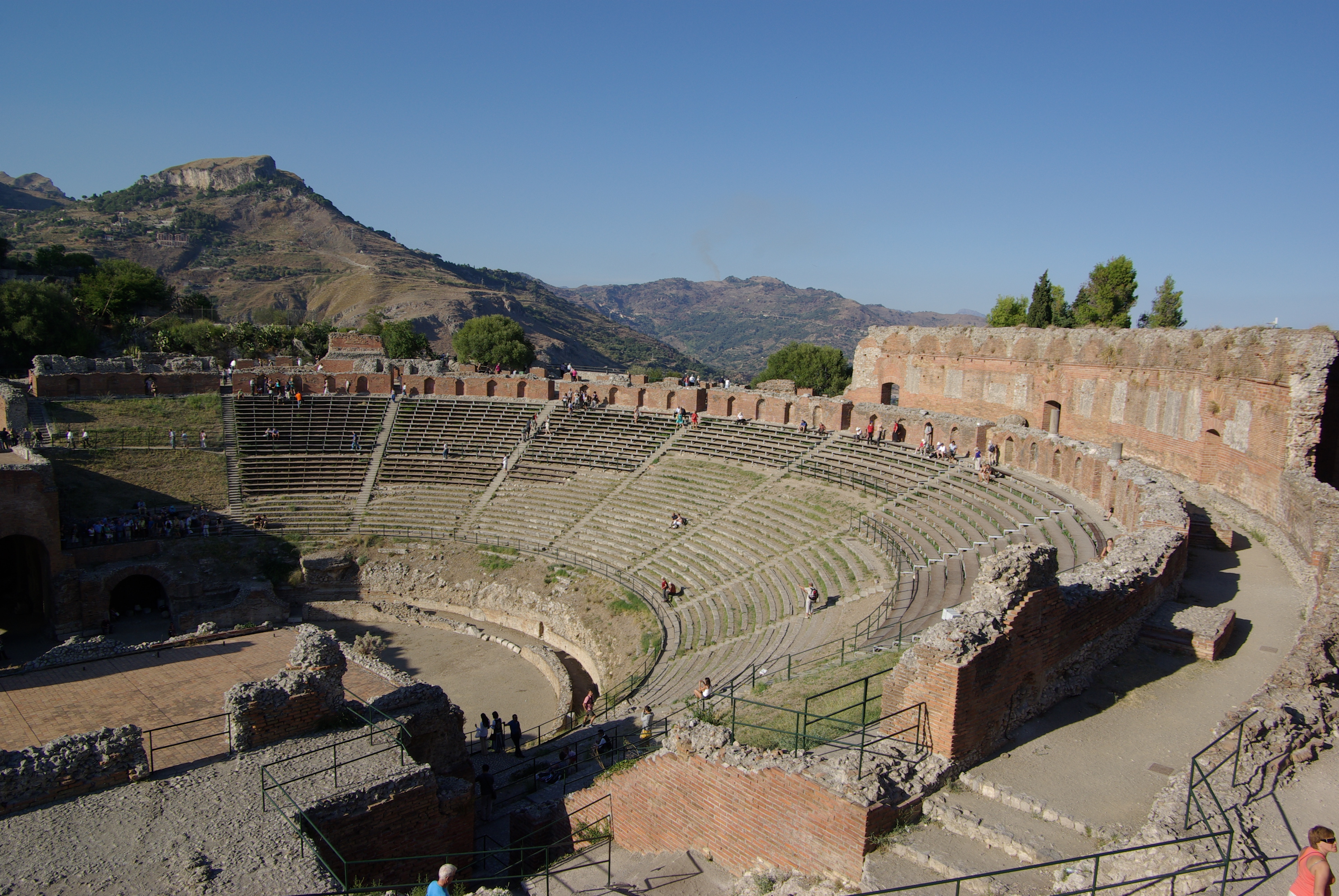
Трибуны
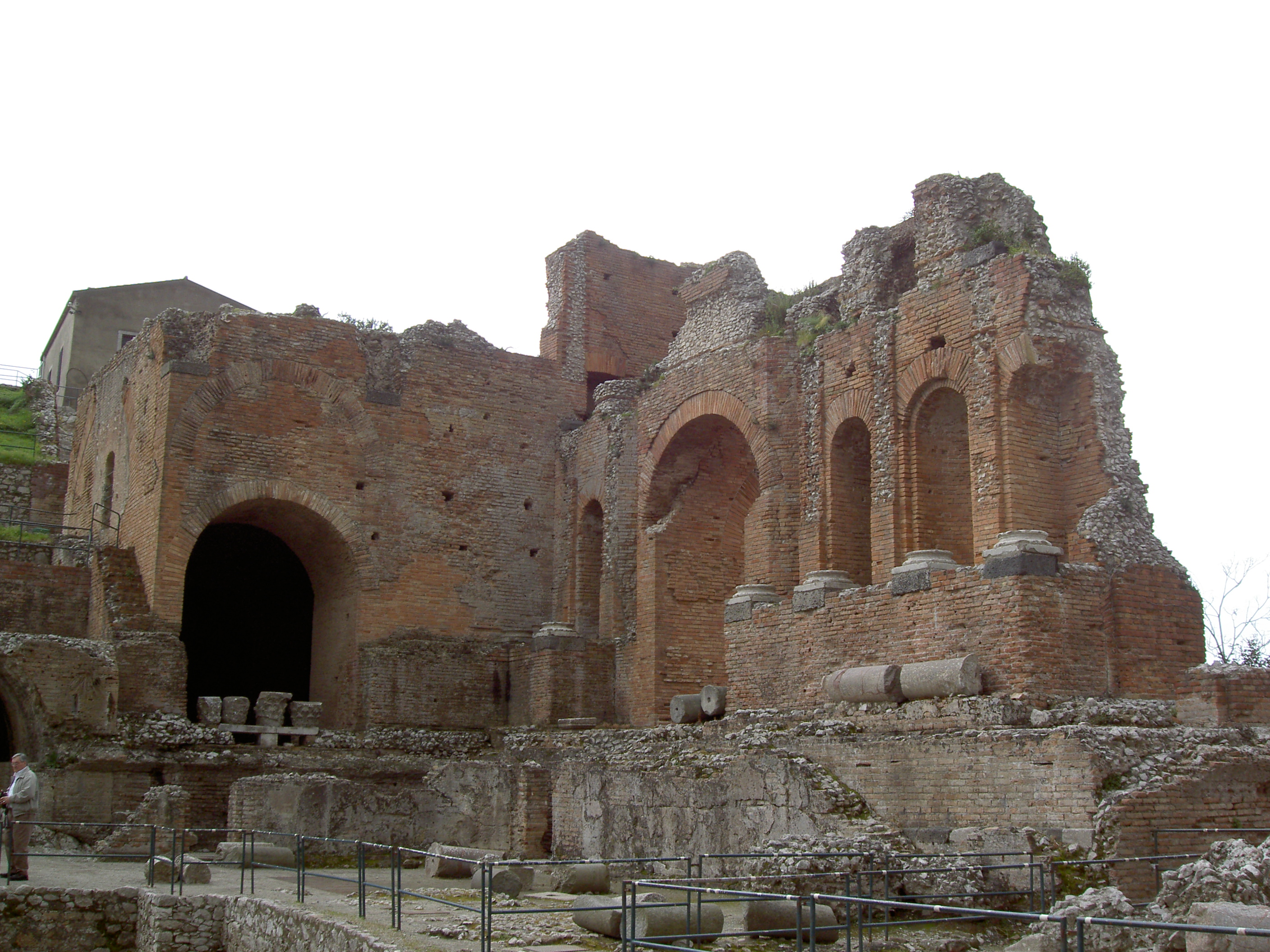
Амфитеатр
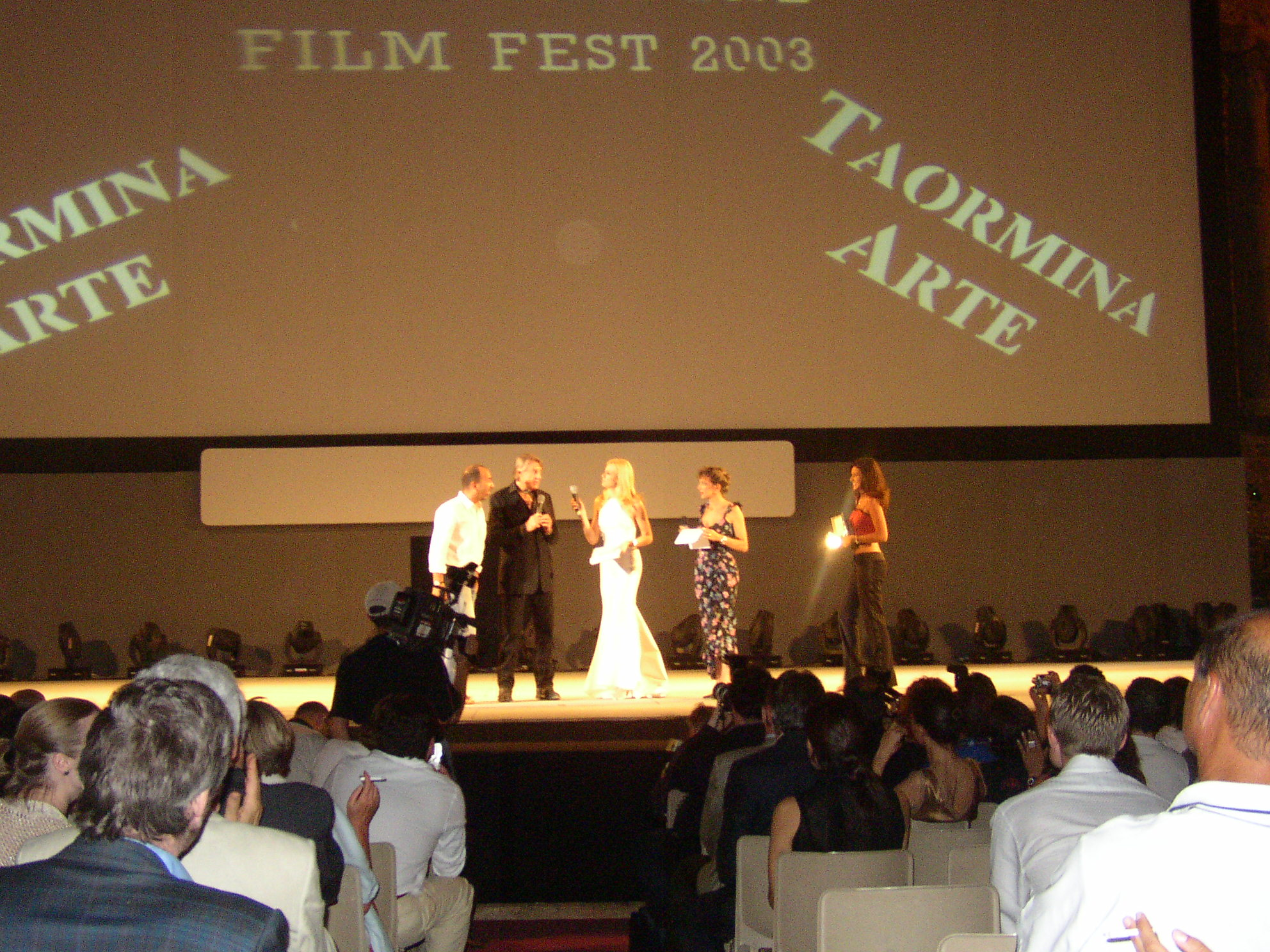
Сцена во время Taormina Film Fest